# Vinzenz
Vinzenz (IPA: [ˈvɪnt͡sənt͡s], anhörenⓘ) oder Vincenz ist ein männlicher Vorname und Familienname lateinischen Ursprungs.

## Herkunft und Bedeutung
Der Name ist abgeleitet von dem lateinischen Namen Vincentius, einer Weiterbildung von „vincens“ (siegend) und ist somit verwandt mit Viktor (für „Sieger“). Zur Verbreitung im Mittelalter trug vor allem die Verehrung des hl. Vinzenz bei, der im Jahre 304 in Valencia unter Diokletian den Märtyrertod erlitt.

## Namensvarianten

### Varianten
- Männlich:
  - Vincent (englisch / französisch / niederländisch / schwedisch / slowakisch)

| - Vincenzo (italienisch) - Vicenç (katalanisch) - Vinko (kroatisch) - Vincentius (lateinisch) - Wincenty (polnisch) - Винце (serbisch) | - Vicente (spanisch) - Vincenc, Čeněk (tschechisch) - Bence (ungarisch) - Vincenc - Vinzent - Wincenty |

Vicent (katalanisch/valencianisch)
- Weiblich:
  - Vinzentia (deutsch)

### Kurzformen
- Männlich:
  - Vince (deutsch / englisch)
  - Zenz (deutsch)

## Namenstage
- 22. Januar (Vinzenz Pallotti, Vinzenz von Valencia)
- 5. April (Vinzenz Ferrer)
- 24. Mai (Vinzenz von Lérins)
- 9. Juni (Vinzenz von Agen)
- 19. Juli (ehemals Vinzenz von Paul)
- 27. September (Vinzenz von Paul)

## Bekannte Namensträger

### Heilige
- Vinzenz von Agen (3. oder 4. Jahrhundert)
- Vinzenz Ferrer (1350–1419), katalanischer Mönch
- Vinzenz von Lérins († um 450), französischer Mönch und Kirchenvater
- Vinzenz Pallotti (1795–1850), katholischer Priester
- Vinzenz von Paul (1581–1660), französischer Theologe
- Vinzenz Maria Strambi (1745–1824), italienischer Passionist und Bischof von Macerata-Tolentino
- Vinzenz von Valencia (auch Vincentius und von Saragossa) († 304), spanischer Heiliger und Märtyrer

### Vorname
- Vinzenz Adelmann (1780–1850 in Fulda), deutscher Mediziner und Krankenhausdirektor
- Vincenz von Augustin (1780–1859), österreichischer Feldzeugmeister
- Vinzenz von Beauvais (auch: Vincent de Beauvais; † um 1264), französischer Gelehrter, Pädagoge und Dominikaner
- Vinzenz Berger (1883–1974), deutscher Pflanzenzüchter
- Vinzenz Böröcz (1915–1994), österreichischer Politiker (KPÖ) und Buchdrucker
- Vincenz Brehm (1879–1971), österreichischer Biologe und Tiergeograph
- Vinzenz Bronzin (auch: Vincenzo Bronzin; 1872–1970), italienischer Mathematiker
- Vinzenz Buchheit (1923–2008), deutscher klassischer Philologe
- Vinzenz Chiavacci (1847–1916), österreichischer Schriftsteller
- Vincenz Czerny (1842–1916), deutscher Chirurg
- Vincenz Ensinger (um 1422/23–nach 1493), schwäbischer Baumeister und Steinmetz
- Vincenz Frigger (1909–1986), deutscher Maler und Musiker
- Vinzenz Gasser (1809–1879), österreichischer Theologe, Philosoph und Politiker, Fürstbischof von Brixen
- Vinzenz Geiger (* 1997), deutscher Skisportler (Nordische Kombination)
- Vinzenz Maria Gredler (1823–1912), österreichischer Franziskaner und Tiroler Naturforscher
- Vinzenz Hilber (1853–1931), österreichischer Geologe und Paläontologe
- Vinzenz Ilger (1742–nach 1806), Benediktiner, Theologe und Philosoph
- Vinzenz Kadlubek (1150–1223), polnischer Bischof
- Vinzenz Kiefer (* 1979), deutscher Schauspieler
- Vinzenz Kreuzer (1809–1888), österreichischer Zeichner und Landschaftsmaler
- Dominikus Kuenzer (Vincenz Ferreri Dominikus Kuenzer; 1793–1853), katholischer Priester und Mitglied der Frankfurter Nationalversammlung
- Vinzenz Lachner (1811–1893), deutscher Komponist, Dirigent und Musikpädagoge
- Vincenz Eduard Milde (auch: Vinzenz Eduard Milde; 1777–1853), Pädagoge sowie Bischof von Leitmeritz und Erzbischof von Wien
- Vinzenz Nohel (1902–1947), österreichischer Nationalsozialist und NS-Täter
- Vinzenz Oberhammer (1901–1993), österreichischer Kunsthistoriker, Universitätsprofessor
- Vinzenz Platajs (1899–1944), Zeuge-Jehovas und NS-Opfer jugoslawischer Herkunft
- Vinzenz von Prag (12. Jahrhundert), Prager Chronist
- Vincenz Prießnitz (1799–1851), österreichisch-schlesischer Hydrotherapeut
- Vinzenz Rüfner (1899–1976), deutscher Philosoph
- Vinzenz Maria Süß (1802–1868), österreichischer Schriftsteller und Museumsgründer
- Vincenz Statz (1819–1898), deutscher Architekt
- Vinzenz Wagner (* 1990), österreichischer Schauspieler und Tänzer
- Vinzenz Ziswiler (1935–2025), Schweizer Zoologe
- Vinzenz Jakob von Zuccalmaglio (1806–1876), deutscher Schriftsteller
- Vinzenz Zusner (1804–1874), österreichischer Dichter und Unternehmer

### Zweitname
- Julian Vinzenz Krüger (* 1992), deutscher Schauspieler
- Franz Vinzenz Schmid (1758–1799), Schweizer Chronist, Politiker und Rebellenführer

### Familienname
- Anita Vincenz (* 1965), ungarische Triathletin
- Balthasar de Vincenz (1789–1858), Schweizer Soldat in spanischen Diensten zur Zeit der Napoleonischen Kriege
- Gion Clau Vincenz (1921–2014), Schweizer Politiker (CVP)
- Hans Vincenz (1900–1976), deutscher Maler
- Joanna de Vincenz (* 1967), deutsch-polnische Journalistin
- Laurenz Matthias Vincenz (1874–1941), Bischof des römisch-katholischen Bistums Chur
- Lilli Vincenz (1937–2023), deutsch-US-amerikanische LGBTQ-Aktivistin
- Pierin Vincenz (* 1956), Schweizer Bankmanager
- Stanisław Vincenz (1888–1971), polnischer Schriftsteller, Philosoph und Übersetzer
- Susanne Vincenz-Stauffacher (* 1967), Schweizer Politikerin (FDP)